# Будников, Александр Фёдорович
Александр Фёдорович Бу́дников (род. 10 мая 1956 года) — советский яхтсмен, серебряный призёр Олимпийских игр 1980 года. Мастер спорта СССР международного класса.
На летних Олимпийских играх 1980 года у побережья Таллина 29 июля вместе с братом Борисом (1942—2023) и Николаем Поляковым выиграл «серебро» в классе «Солинг», а на Олимпиаде 1976 года были четвёртыми.
Живёт в г. Долгопрудный Московской области.